# Kapela sv. Jurja u Samoboru
Kapela sv. Jurja rimokatolička je crkva u Samoboru. Zaštićeno kulturni dobro.

## Opis
Ranobarokna kapela na istaknutom položaju na hrptu brda Tepec iznad Samobora podignuta je 1622., pregrađena 1746. g., te ponovno adaptirana i presvođena u 19. stoljeću. Jednobrodna je pravokutna građevina s užim pravokutnim svetištem uz čiji je južni zid prislonjen masivni toranj pravokutnog presjeka pokriven piramidalnom limenom kapom. Zidana je od kamena lomljenca s klesanim ugaonim kvadrima. Lađa je svođena pruskim, a svetište bačvastim svodom. Ulazi u crkvu su na sjevernom i južnom pročelju jer je nekadašnji glavni ulaz na zapadnoj strani zazidan. Primjer je građevine na kojoj se dugo zadržao srednjovjekovni način komponiranja i oblikovanja volumena.

## Zaštita
Pod oznakom Z-1462 zavedena je kao nepokretno kulturno dobro - pojedinačno, pravna statusa zaštićena kulturnog dobra, klasificirano kao "sakralna graditeljska baština".